# 洛鲁普
洛鲁普是德国下萨克森州的一个市镇。总面积51.22平方公里，总人口3236人，其中男性1806人，女性1430人（2011年12月31日），人口密度63人/平方公里。